# Walter Scott Prize
Il Premio Walter Scott (Walter Scott Prize for historical fiction) e un riconoscimento assegnato annualmente al miglior romanzo storico.
Istituito nel 2010 dal Duca di Buccleuch e consorte, intende omaggiare Walter Scott, considerato il padre del moderno romanzo storico.
Assegnato a giugno all'interno del Border Book Festival riconosce al vincitore un premio di 25000 sterline mentre ogni finalista ne riceve 1500.

## Albo d'oro[7]
| Anno | Autore                 | Titolo                      | Traduzione italiana               |
| ---- | ---------------------- | --------------------------- | --------------------------------- |
| 2010 | Hilary Mantel          | Wolf Hall                   | Wolf Hall                         |
| 2011 | Andrea Levy            | The Long Song               | Una lunga canzone                 |
| 2012 | Sebastian Barry        | On Canaan's Side            |                                   |
| 2013 | Tan Twan Eng           | The garden of Evening Mists | Il giardino delle nebbie notturne |
| 2014 | Robert Harris          | An Officer and a Spy        | L'ufficiale e la spia             |
| 2015 | John Spurling          | The Ten Thousand Things     |                                   |
| 2016 | Simon Mawer            | Tightrope                   |                                   |
| 2017 | Sebastian Barry        | Days Without End            | Giorni senza fine                 |
| 2018 | Benjamin Myers         | The Gallows Pole            |                                   |
| 2019 | Robin Robertson        | The Long Take               | Un nodo alla gola                 |
| 2020 | Christine Dwyer Hickey | The Narrow Land             |                                   |
| 2021 | Hilary Mantel          | The Mirror and the Light    | Lo specchio e la Luce             |
| 2022 | James Robertson        | News Of The Dead            |                                   |
| 2023 | Lucy Caldwell          | These Days                  |                                   |
| 2024 | Kevin Jared Hosein     | Hungry Ghosts               | Anime insaziabili                 |
| 2025 | Andrew Miller          | The Land in Winter          |                                   |